# Copa de la CEI 2012
La Copa de la CEI 2012 es la 20.ª edición de este torneo de fútbol a nivel de selecciones menores organizado por la Unión de Fútbol de Rusia y que cuenta con la participación de 12 selecciones menores.
Rusia venció a Bielorrusia en la final jugada en San Petersburgo para ser campeón del torneo por primera vez.
Es la primera edición en la que compiten selecciones menores, ya que hasta 2010 participaban los equipos campeones de liga de los países que antes conformaban la Unión Soviética.

## Participantes
| Equipo           | Entrenador             | Apariciones |
| ---------------- | ---------------------- | ----------- |
| Rusia U21        | Nikolai Pisarev        | 10          |
| Bielorrusia U20  | Aleksey Vergeyenko     | 1           |
| Ucrania U21      | Pavlo Yakovenko        | 1           |
| Lituania U21     | Vitalijus Stankevičius | 1           |
| Letonia U21      | Anton Joore            | 1           |
| Estonia U21      | Frank Bernhardt        | 1           |
| Moldavia U21     | Alexandru Curteian     | 1           |
| Kazajistán U21   | Slobodan Krčmarević    | 1           |
| Tayikistán U20   | Salohiddin Gafurov     | 1           |
| Kirguistán U20   | Murat Jumakeyev        | 1           |
| Turkmenistán U20 | Baýram Durdyýew        | 1           |
| Irán U20         | Akbar Mohammadi        | 1           |

## Fase de grupos

### Grupo A
| Equipo       | J | G | E | P | GF | GC | GD | Pts |
| ------------ | - | - | - | - | -- | -- | -- | --- |
| Rusia        | 3 | 2 | 1 | 0 | 2  | 0  | +2 | 7   |
| Kazajistán   | 3 | 2 | 0 | 1 | 6  | 3  | +3 | 6   |
| Turkmenistán | 3 | 1 | 1 | 1 | 2  | 3  | −1 | 4   |
| Estonia      | 3 | 0 | 0 | 3 | 1  | 5  | −4 | 0   |

| 19 de enero de 2011 | Estonia | 0 – 1   | Turkmenistán    | SKK Peterburgsky, Saint Petersburg                           |                                                              |
|                     |         | Reporte | Annasahatow 83' | Asistencia: 1,000 espectadores Árbitro(s): German Kravchenko | Asistencia: 1,000 espectadores Árbitro(s): German Kravchenko |

| 19 de enero de 2011 | Rusia         | 1 – 0   | Kazajistán | SKK Peterburgsky, Saint Petersburg                       |                                                          |
|                     | Zabolotny 23' | Reporte |            | Asistencia: 5,000 espectadores Árbitro(s): Sergey Ivanov | Asistencia: 5,000 espectadores Árbitro(s): Sergey Ivanov |

| 20 de enero de 2011 | Kazajistán                       | 3 – 1   | Turkmenistán | SKK Peterburgsky, Saint Petersburg                      |                                                         |
|                     | Lisenkov 66' · Shchotkin 73' 90' | Reporte | Muradow 22'  | Asistencia: 300 espectadores Árbitro(s): Igor Nizovtsev | Asistencia: 300 espectadores Árbitro(s): Igor Nizovtsev |

| 20 de enero de 2011 | Rusia       | 1 – 0   | Estonia | SKK Peterburgsky, Saint Petersburg                       |                                                          |
|                     | Bibilov 57' | Reporte |         | Asistencia: 500 espectadores Árbitro(s): Vitali Anisimov | Asistencia: 500 espectadores Árbitro(s): Vitali Anisimov |

| 22 de enero de 2011 | Kazajistán                                        | 3 – 1   | Estonia     | SKK Peterburgsky, Saint Petersburg                          |                                                             |
|                     | Khizhnichenko 3' · Shchotkin 38' · Tagybergen 86' | Reporte | Kaldoja 90' | Asistencia: 150 espectadores Árbitro(s): Vladimir Seldyakov | Asistencia: 150 espectadores Árbitro(s): Vladimir Seldyakov |

| 22 de enero de 2011 | Turkmenistán | 0 – 0   | Rusia | SKK Peterburgsky, Saint Petersburg                     |                                                        |
|                     |              | Reporte |       | Asistencia: 400 espectadores Árbitro(s): Denis Shpilev | Asistencia: 400 espectadores Árbitro(s): Denis Shpilev |

### Grupo B
| Equipo     | J | G | E | P | GF | GC | GD | Pts |
| ---------- | - | - | - | - | -- | -- | -- | --- |
| Ucrania    | 3 | 3 | 0 | 0 | 7  | 0  | +7 | 9   |
| Moldavia   | 3 | 1 | 1 | 1 | 2  | 2  | 0  | 4   |
| Letonia    | 3 | 1 | 1 | 1 | 3  | 4  | −1 | 4   |
| Kirguistán | 3 | 0 | 0 | 3 | 3  | 9  | −6 | 0   |

| 19 de enero de 2012 | Kirguistán                         | 2 – 3   | Letonia                                             | SKK Peterburgsky, Saint Petersburg                     |                                                        |
|                     | Murzaev 21' (pen.) · Musabekov 84' | Reporte | Karašausks 15' · Kichin 34' (a.g.) · Vardanjans 86' | Asistencia: 300 espectadores Árbitro(s): Denis Shpilev | Asistencia: 300 espectadores Árbitro(s): Denis Shpilev |

| 19 de enero de 2012 | Ucrania      | 1 – 0   | Moldavia | SKK Peterburgsky, Saint Petersburg                          |                                                             |
|                     | Shevchuk 15' | Reporte |          | Asistencia: 300 espectadores Árbitro(s): Vladimir Seldyakov | Asistencia: 300 espectadores Árbitro(s): Vladimir Seldyakov |

| 21 de enero de 2012 | Ucrania                                | 4 – 0   | Kirguistán | SKK Peterburgsky, Saint Petersburg                        |                                                           |
|                     | Fedotov 13' · Budkivskyi 22' 32' 45+1' | Reporte |            | Asistencia: 100 espectadores Árbitro(s): Sergey Kostevich | Asistencia: 100 espectadores Árbitro(s): Sergey Kostevich |

| 21 de enero de 2012 | Moldavia | 0 – 0   | Letonia | SKK Peterburgsky, Saint Petersburg                      |                                                         |
|                     |          | Reporte |         | Asistencia: 100 espectadores Árbitro(s): Aleksey Sukhoy | Asistencia: 100 espectadores Árbitro(s): Aleksey Sukhoy |

| 22 de enero de 2012 | Ucrania                           | 2 – 0   | Letonia | SKK Peterburgsky, Saint Petersburg                      |                                                         |
|                     | Pavlov 7' (pen.) · Budkivskyi 90' | Reporte |         | Asistencia: 100 espectadores Árbitro(s): Sergey Smirnov | Asistencia: 100 espectadores Árbitro(s): Sergey Smirnov |

| 22 de enero de 2012 | Moldavia                 | 2 – 1   | Kirguistán   | SKK Peterburgsky, Saint Petersburg                         |                                                            |
|                     | Plătică 69' · Jardan 81' | Reporte | Sharipov 75' | Asistencia: 100 espectadores Árbitro(s): Pavel Shadykhanov | Asistencia: 100 espectadores Árbitro(s): Pavel Shadykhanov |

### Grupo C
| Equipo      | J | G | E | P | GF | GC | GD | Pts |
| ----------- | - | - | - | - | -- | -- | -- | --- |
| Irán        | 3 | 2 | 1 | 0 | 8  | 0  | +8 | 7   |
| Lituania    | 3 | 1 | 1 | 1 | 1  | 3  | −2 | 4   |
| Bielorrusia | 3 | 1 | 1 | 1 | 2  | 1  | +1 | 4   |
| Tayikistán  | 3 | 0 | 1 | 2 | 0  | 7  | −7 | 1   |

| 20 de enero de 2011 | Bielorrusia | 0 – 0   | Irán | SKK Peterburgsky, Saint Petersburg                        |                                                           |
|                     |             | Reporte |      | Asistencia: 300 espectadores Árbitro(s): Vasili Kazartsev | Asistencia: 300 espectadores Árbitro(s): Vasili Kazartsev |

| 20 de enero de 2011 | Tayikistán | 0 – 0   | Lituania | SKK Peterburgsky, Saint Petersburg                             |                                                                |
|                     |            | Reporte |          | Asistencia: 300 espectadores Árbitro(s): Vasili Miroshnichenko | Asistencia: 300 espectadores Árbitro(s): Vasili Miroshnichenko |

| 21 de enero de 2011 | Bielorrusia    | 2 – 0   | Tayikistán | SKK Peterburgsky, Saint Petersburg                        |                                                           |
|                     | Teplov 35' 85' | Reporte |            | Asistencia: 300 espectadores Árbitro(s): Aleksey Matyunin | Asistencia: 300 espectadores Árbitro(s): Aleksey Matyunin |

| 21 de enero de 2011 | Irán                             | 3 – 0   | Lituania | SKK Peterburgsky, Saint Petersburg                      |                                                         |
|                     | Jahan Kohan 18' 90' · Azmoun 65' | Reporte |          | Asistencia: 300 espectadores Árbitro(s): Dmitri Veselov | Asistencia: 300 espectadores Árbitro(s): Dmitri Veselov |

| 23 de enero de 2011 | Lituania  | 1 – 0   | Bielorrusia | SKK Peterburgsky, Saint Petersburg                         |                                                            |
|                     | Žulpa 21' | Reporte |             | Asistencia: 200 espectadores Árbitro(s): German Kravchenko | Asistencia: 200 espectadores Árbitro(s): German Kravchenko |

| 23 de enero de 2011 | Irán                                           | 5 – 0   | Tayikistán | SKK Peterburgsky, Saint Petersburg                     |                                                        |
|                     | Barzay 20' · Azmoun 47' 50' 84' · Esmaeili 71' | Reporte |            | Asistencia: 200 espectadores Árbitro(s): Sergey Ivanov | Asistencia: 200 espectadores Árbitro(s): Sergey Ivanov |

## Ronda de Consolación

### Lugares 9-12
| #  | Equipo       | J | G | E | P | GF | GC | GD | Pts |
| -- | ------------ | - | - | - | - | -- | -- | -- | --- |
| 9  | Kirguistán   | 3 | 3 | 0 | 0 | 8  | 2  | +6 | 9   |
| 10 | Estonia      | 3 | 1 | 1 | 1 | 4  | 3  | +1 | 4   |
| 11 | Tayikistán   | 3 | 0 | 2 | 1 | 3  | 5  | −2 | 2   |
| 12 | Turkmenistán | 3 | 0 | 1 | 2 | 2  | 7  | −5 | 1   |

| 24 de enero de 2012 | Turkmenistán | 1 – 3   | Kirguistán           | SKK Peterburgsky, Saint Petersburg                             |                                                                |
|                     | Saparow 90'  | Reporte | Rustamov 25' 45' 90' | Asistencia: 100 espectadores Árbitro(s): Vasili Miroshnichenko | Asistencia: 100 espectadores Árbitro(s): Vasili Miroshnichenko |

| 24 de enero de 2012 | Tayikistán  | 1 – 1   | Estonia | SKK Peterburgsky, Saint Petersburg                      |                                                         |
|                     | Gaforov 44' | Reporte | Kase 5' | Asistencia: 150 espectadores Árbitro(s): Igor Nizovtsev | Asistencia: 150 espectadores Árbitro(s): Igor Nizovtsev |

| 26 de enero de 2012 | Estonia                                        | 3 – 0   | Turkmenistán | SKK Peterburgsky, Saint Petersburg                        |                                                           |
|                     | Paponov 78' · Indermitte 90+1' · Kaldoja 90+3' | Reporte |              | Asistencia: 100 espectadores Árbitro(s): Aleksey Matyunin | Asistencia: 100 espectadores Árbitro(s): Aleksey Matyunin |

| 26 de enero de 2012 | Kirguistán                                         | 3 – 1   | Tayikistán  | SKK Peterburgsky, Saint Petersburg                      |                                                         |
|                     | Rustamov 26' · Sharipov 77' (pen.) · Shamshiev 85' | Reporte | Gaforov 45' | Asistencia: 300 espectadores Árbitro(s): Dmitri Veselov | Asistencia: 300 espectadores Árbitro(s): Dmitri Veselov |

| 28 de enero de 2012 | Turkmenistán  | 1 – 1   | Tayikistán  | SKK Peterburgsky, Saint Petersburg                       |                                                          |
|                     | U.Astanow 75' | Reporte | Gaforov 53' | Asistencia: 300 espectadores Árbitro(s): Vitali Anisimov | Asistencia: 300 espectadores Árbitro(s): Vitali Anisimov |

| 28 de enero de 2012 | Estonia | 0 – 2   | Kirguistán                 | SKK Peterburgsky, Saint Petersburg                     |                                                        |
|                     |         | Reporte | Rustamov 25' · Murzaev 76' | Asistencia: 100 espectadores Árbitro(s): Denis Shpilev | Asistencia: 100 espectadores Árbitro(s): Denis Shpilev |

## Fase Final

### Cuartos de final
| 25 de enero de 2012 | Kazajistán                     | 2 – 3   | Bielorrusia                        | SKK Peterburgsky, Saint Petersburg                       |                                                          |
|                     | Dzholchiyev 44' · Goryachi 89' | Reporte | Saroka 53' (pen.) 64' · Teplov 75' | Asistencia: 150 espectadores Árbitro(s): Vitali Anisimov | Asistencia: 150 espectadores Árbitro(s): Vitali Anisimov |

| 25 de enero de 2012 | Irán                             | 1 – 1 (1–4 p.)             | Letonia                                  | SKK Peterburgsky, Saint Petersburg                        |                                                           |
|                     | Azmoun 90'                       | Reporte                    | Karašausks 10'                           | Asistencia: 150 espectadores Árbitro(s): Sergey Kostevich | Asistencia: 150 espectadores Árbitro(s): Sergey Kostevich |
|                     |                                  | Tiros desde el punto penal |                                          |                                                           |                                                           |
|                     | Jahanbakhsh · Azmoun · Daneshgar |                            | Ševeļovs · Pētersons · Zjuzins · Puķītis |                                                           |                                                           |

| 25 de enero de 2012 | Ucrania                                                 | 1 – 1 (4–3 p.)             | Lituania                                              | SKK Peterburgsky, Saint Petersburg                      |                                                         |
|                     | Budkivskyi 75'                                          | Reporte                    | Juozaitis 43'                                         | Asistencia: 150 espectadores Árbitro(s): Aleksey Sukhoy | Asistencia: 150 espectadores Árbitro(s): Aleksey Sukhoy |
|                     |                                                         | Tiros desde el punto penal |                                                       |                                                         |                                                         |
|                     | Bohdanov · Pavlov · Budkivskyi · Partsvania · Kushnirov |                            | Žulpa · Urbaitis · Brokas · Jarmalavičius · Nakrošius |                                                         |                                                         |

| 25 de enero de 2012 | Rusia                        | 2 – 1   | Moldavia   | SKK Peterburgsky, Saint Petersburg                        |                                                           |
|                     | Bayramyan 8' · Zhestokov 52' | Reporte | Prodan 66' | Asistencia: 500 espectadores Árbitro(s): Vasili Kazartsev | Asistencia: 500 espectadores Árbitro(s): Vasili Kazartsev |

### 5º-8º Lugar
| 27 de enero de 2012 | Lituania                                                 | 0 – 0 (5–3 p.)             | Kazajistán                                        | SKK Peterburgsky, Saint Petersburg                         |                                                            |
|                     |                                                          | Reporte                    |                                                   | Asistencia: 100 espectadores Árbitro(s): Pavel Shadykhanov | Asistencia: 100 espectadores Árbitro(s): Pavel Shadykhanov |
|                     |                                                          | Tiros desde el punto penal |                                                   |                                                            |                                                            |
|                     | Žulpa · Jarmalavičius · Simaitis · Juozaitis · Novikovas |                            | Beisebekov · Shchotkin · Khizhnichenko · Goryachi |                                                            |                                                            |

| 27 de enero de 2012 | Irán                                            | 3 – 0   | Moldavia | SKK Peterburgsky, Saint Petersburg                      |                                                         |
|                     | Barzay 20' · Azmoun 90+1' · Abdollahzadeh 90+3' | Reporte |          | Asistencia: 100 espectadores Árbitro(s): Sergey Smirnov | Asistencia: 100 espectadores Árbitro(s): Sergey Smirnov |

### Semifinales
| 27 de enero de 2012 | Ucrania                                  | 1 – 1 (3–5 p.)             | Bielorrusia                                      | SKK Peterburgsky, Saint Petersburg                        |                                                           |
|                     | Bohdanov 69'                             | Reporte                    | Saroka 82'                                       | Asistencia: 300 espectadores Árbitro(s): Vasili Kazartsev | Asistencia: 300 espectadores Árbitro(s): Vasili Kazartsev |
|                     |                                          | Tiros desde el punto penal |                                                  |                                                           |                                                           |
|                     | Bohdanov · Babenko · Pavlov · Partsvania |                            | Drigalev · Novik · Suvorov · Klopotskiy · Saroka |                                                           |                                                           |

| 27 de enero de 2012 | Letonia     | 1 – 2   | Rusia                       | SKK Peterburgsky, Saint Petersburg                      |                                                         |
|                     | Zjuzins 89' | Reporte | Zhestokov 4' · Vasilyev 36' | Asistencia: 300 espectadores Árbitro(s): Aleksey Sukhoy | Asistencia: 300 espectadores Árbitro(s): Aleksey Sukhoy |

### 7º Lugar
| 29 de enero de 2012 | Kazajistán                                                | 3 – 3 (5–4 p.)             | Moldavia                                             | SKK Peterburgsky, Saint Petersburg                        |                                                           |
|                     | Beisebekov 39' · Khizhnichenko 58' · Islamkhan 71'        | Reporte                    | Dima 22' · Gînsari 67' · Iavorschi 90'               | Asistencia: 100 espectadores Árbitro(s): Sergey Kostevich | Asistencia: 100 espectadores Árbitro(s): Sergey Kostevich |
|                     |                                                           | Tiros desde el punto penal |                                                      |                                                           |                                                           |
|                     | Beisebekov · Islamkhan · Levin · Goryachi · Khizhnichenko |                            | Antoniuc · Gînsari · Nicologlo · Apostol · Iavorschi |                                                           |                                                           |

### 5º Lugar
| 29 de enero de 2012 | Lituania | 0 – 4   | Irán                                                      | SKK Peterburgsky, Saint Petersburg                             |                                                                |
|                     |          | Reporte | Azmoun 53' · Jahan Kohan 67' · Alipour 75' · Esmaeili 85' | Asistencia: 100 espectadores Árbitro(s): Vasili Miroshnichenko | Asistencia: 100 espectadores Árbitro(s): Vasili Miroshnichenko |

### 3º Lugar
| 29 de enero de 2012 | Ucrania                                       | 3 – 0   | Letonia | SKK Peterburgsky, Saint Petersburg                        |                                                           |
|                     | Babenko 27' · Cheremysin 41' · Budkivskyi 89' | Reporte |         | Asistencia: 1,000 espectadores Árbitro(s): Igor Nizovtsev | Asistencia: 1,000 espectadores Árbitro(s): Igor Nizovtsev |

### Final
| 29 de enero de 2012 | Bielorrusia | 0 – 2   | Rusia          | SKK Peterburgsky, Saint Petersburg                       |                                                          |
|                     |             | Reporte | Delkin 30' 55' | Asistencia: 3,000 espectadores Árbitro(s): Sergey Ivanov | Asistencia: 3,000 espectadores Árbitro(s): Sergey Ivanov |

## Campeón
| Copa de la CEI 2012 |
| ------------------- |
| Bandera de Rusia    |
| Rusia 1º Título     |

## Máximos goleadores
| # | Futbolista         | Equipo      | Goles |
| - | ------------------ | ----------- | ----- |
| 1 | Sardar Azmoun      | Irán        | 7     |
| 2 | Pylyp Budkivskyi   | Ucrania     | 6     |
| 3 | Tursunali Rustamov | Kirguistán  | 5     |
| 4 | Anton Saroka       | Bielorrusia | 3     |
| 4 | Artem Teplov       | Bielorrusia | 3     |
| 4 | Amin Jahan Kohan   | Irán        | 3     |
| 4 | Aleksey Shchotkin  | Kazajistán  | 3     |
| 4 | Shodibek Gaforov   | Tayikistán  | 3     |

## Posiciones Finales
| #                 | País         |
| ----------------- | ------------ |
| Medalla de oro    | Rusia        |
| Medalla de plata  | Bielorrusia  |
| Medalla de bronce | Ucrania      |
| 4                 | Letonia      |
| 5                 | Irán         |
| 6                 | Lituania     |
| 7                 | Kazajistán   |
| 8                 | Moldavia     |
| 9                 | Kirguistán   |
| 10                | Estonia      |
| 11                | Tayikistán   |
| 12                | Turkmenistán |